# Чемпионат мира по тяжёлой атлетике 1949
27-й Чемпионат мира по тяжёлой атлетике проходил с 4 по 6 сентября 1949 года в Схевенингене (район Гааги). В нём приняло участие 38 спортсменов из 13 стран. Атлеты были разделены на 6 весовых категорий и соревновались в троеборье (жим, рывок и толчок). В рамках этого турнира был проведён 29-й чемпионат Европы.

## Общий медальный зачёт
| Место | Страна  | Золото | Серебро | Бронза | Всего |
| ----- | ------- | ------ | ------- | ------ | ----- |
| 1     | Египет  | 3      | 1       | 0      | 4     |
| 2     | США     | 2      | 2       | 1      | 5     |
| 3     | Иран    | 1      | 0       | 2      | 3     |
| 4     | Дания   | 0      | 2       | 0      | 2     |
| 5     | Франция | 0      | 1       | 1      | 2     |
| 6     | Бельгия | 0      | 0       | 1      | 1     |
| 6     | Швеция  | 0      | 0       | 1      | 1     |
| Всего | Всего   | 6      | 6       | 6      | 18    |

## Медалисты
| Категория     | Золото                 | Золото   | Серебро               | Серебро  | Бронза                   | Бронза   |
| ------------- | ---------------------- | -------- | --------------------- | -------- | ------------------------ | -------- |
| До 56 кг      | Махмуд Намджу (Иран)   | 315,0 кг | Камал Махгуб (Египет) | 295,0 кг | Джозеф Депьетро (США)    | 295,0 кг |
| До 60 кг      | Махмуд Файяд (Египет)  | 332,5 кг | Йохан Рунге (Дания)   | 312,5 кг | Макс Эраль (Франция)     | 302,5 кг |
| До 67,5 кг    | Ибрагим Шамс (Египет)  | 352,5 кг | Джо Питман (США)      | 342,5 кг | Арвид Андерссон (Швеция) | 322,5 кг |
| До 75 кг      | Хадр эль-Туни (Египет) | 397,5 кг | Пит Джордж (США)      | 385,0 кг | Хассан Рахнаварди (Иран) | 340,0 кг |
| До 82,5 кг    | Стэнли Станчик (США)   | 412,5 кг | Жан Дебюф (Франция)   | 382,5 кг | Расул Раэйси (Иран)      | 365,0 кг |
| Свыше 82,5 кг | Джон Дэвис (США)       | 442,5 кг | Нилс Петерсен (Дания) | 390,0 кг | Робер Аллар (Бельгия)    | 387,5 кг |